# Olav Gutting

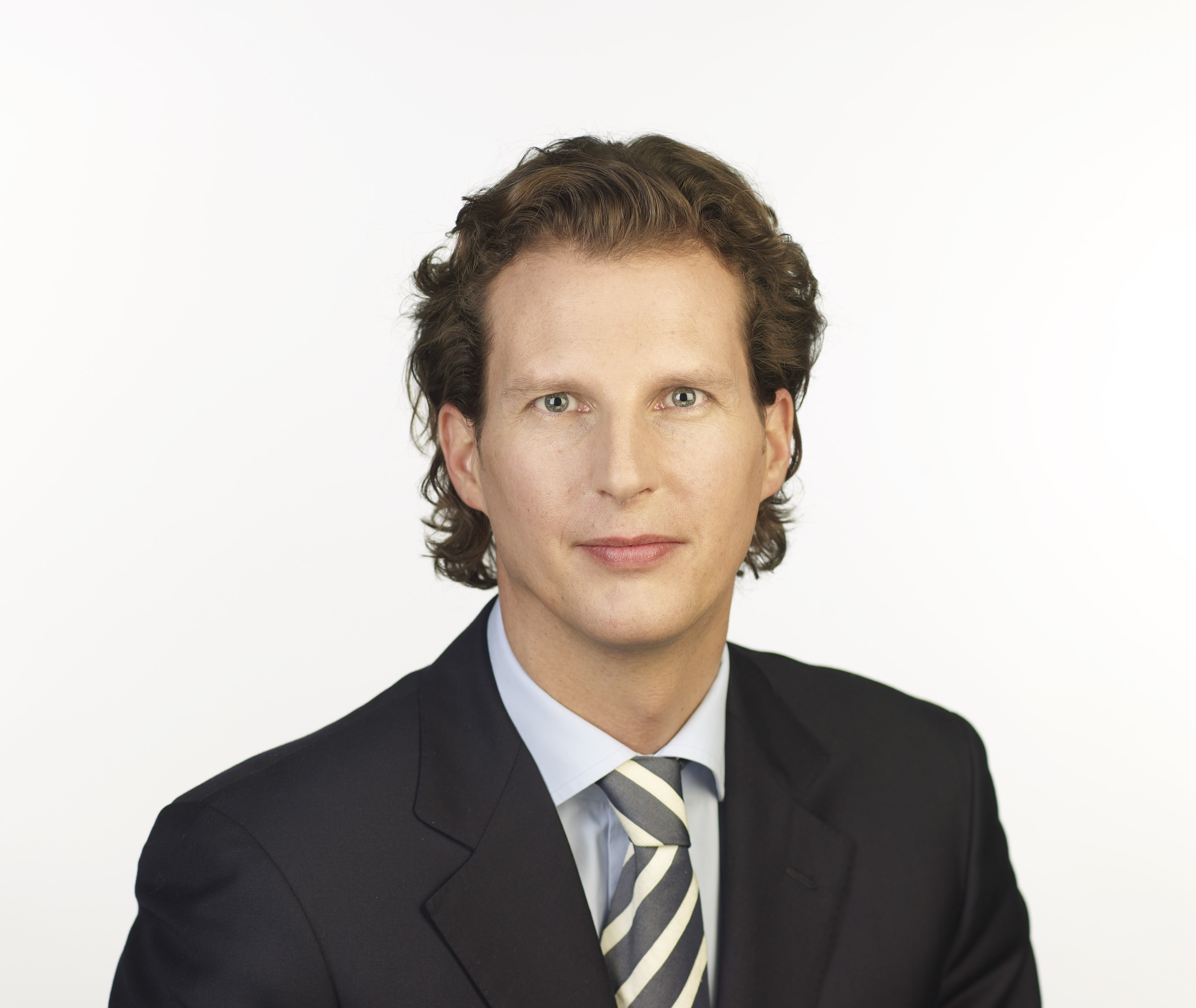
Olav Gutting (2009)

Olav Steffen Gutting (* 14. Oktober 1970 in Karlsruhe) ist ein deutscher Politiker (CDU) und Rechtsanwalt. Seit 2002 ist er Mitglied des Deutschen Bundestages.

## Leben
Nach dem Abitur 1990 am Copernicus-Gymnasium in Philippsburg absolvierte Gutting ein Studium der Rechtswissenschaft an der Universität Mannheim, der Stetson University/USA und der Ruprecht-Karls-Universität Heidelberg, welches er 1997 mit dem ersten juristischen Staatsexamen beendete. Dort wurde er Mitglied des Corps Saxo-Borussia Heidelberg. Nach dem anschließenden Referendariat in Leipzig legte er 1999 auch das zweite Staatsexamen ab. Seit 2000 ist er als Rechtsanwalt zugelassen, seit 2018 ist er zudem Fachanwalt für Erbrecht. Von 2015 bis zur Fusion 2021 war er Aufsichtsratsvorsitzender der Volksbank Bruhrain-Kraich-Hardt.
Gutting ist Vize-Präsident der Weltliga für Freiheit und Demokratie Deutschland e. V. Gutting ist seit 2003 verheiratet und hat ein Kind.

## Politische Tätigkeit
Gutting trat als Schüler 1986 in die Junge Union ein und wurde 2001 auch Mitglied der CDU.

### Deutscher Bundestag
Seit der Bundestagswahl 2002 konnte Gutting stets das Direktmandat des Wahlkreises Bruchsal – Schwetzingen für die CDU gewinnen. Bei der Bundestagswahl 2009 erhielt er 46,9 % der Erststimmen, bei der Bundestagswahl 2013 51,8 %, bei der Bundestagswahl 2017 41,5 %, 29,6 % bei der Bundestagswahl 2021 und 36,1 % bei der Bundestagswahl 2025.
Gutting ist seit 2004 ordentliches Mitglied des Finanzausschusses des Deutschen Bundestages und stellvertretendes Mitglied des Ausschusses für Recht- und Verbraucherschutz sowie seit 2017 stellvertretendes Mitglied des Ausschusses für Umwelt, Naturschutz und Reaktorsicherheit.
Er gehört als Beisitzer dem Fraktionsvorstand der CDU/CSU-Bundestagsfraktion an.
2018 unterlag er in der Abstimmung für einen der Posten des stellvertretenden Vorsitzenden der CDU/CSU-Fraktion gegen Andreas Jung. Von 2018 bis 2021 war Gutting Mitglied des CDU-Bundesvorstands.
Gutting ist Mitglied der überparteilichen Europa-Union Deutschland, die sich für ein föderales Europa und den europäischen Einigungsprozess einsetzt. Darüber hinaus ist er ein Verwaltungsratsmitglied der KfW, Mitglied im Vorstand der Landesgruppe der CDU Baden-Württemberg sowie stellvertretender Vorsitzender im Kuratorium des Fonds zur Finanzierung der kerntechnischen Entsorgung. 
Im 19. Deutschen Bundestag war Gutting ordentliches Mitglied im Finanzausschuss und stellvertretendes Mitglied im Ausschuss für Recht und Verbraucherschutz.
Bei der Bundestagswahl 2025 wurde er erneut für den Wahlkreis direkt gewählt. Er ist Mitglied in folgenden Ausschüssen:
- Ordentliches Mitglied und geschäftsführender Vorsitzender im Ausschuss für Finanzen
- Stellvertretendes Mitglied im Haushaltsausschuss, im Ausschuss für Recht und Verbraucherschutz sowie im Ausschuss für Sport und Ehrenamt

## Politische Positionen
Am 3. Juni 2022 stimmte er als einziger Abgeordneter der Unions-Fraktion im Bundestag gegen das Sondervermögen Bundeswehr. Gutting gilt als Gegner Merkels bei der Entscheidung zur Großen Koalition mit der SPD im Jahr 2017. Ebenso stimmte er 2017 mit Nein bei der Abstimmung bezüglich der „Ehe für alle“.

## Kritik
Im März 2021 wurde Gutting und weiteren Abgeordneten der Unionsfraktion Lobbyarbeit für den als autoritär geltenden aserbaidschanischen Präsidenten İlham Əliyev vorgeworfen. Gutting hatte sich positiv über Əliyev geäußert und auf Twitter ein Selfie mit ihm gepostet. Zudem erkundigte er sich mit weiteren CDU-Abgeordneten im September 2020 wortgleich bei der Bundesregierung (Kabinett Merkel IV) über deren Haltung zum Bergkarabachkonflikt. Gutting räumte Kontakte zur Lobby-Organisation The European Azerbaijan Society ein. Er behauptete, keine Zuwendungen von der aserbaidschanischen Regierung oder Organisationen des Landes erhalten zu haben. Im Juli 2021 wurde bekannt, dass sich Gutting gemeinsam mit anderen CDU-Abgeordneten im Dezember 2019 auf Initiative der aserbaidschanischen Botschaft in einem Protestbrief an Außenminister Heiko Maas (SPD) wandte, um zu erreichen, dass das Auswärtige Amt die armenische Position im Bergkarabachkonflikt verurteilt.
Im Zuge einer öffentlichen Debatte über Gutting fiel dieser ebenso damit auf, dass er am 27. Mai 2021 seinen eigenen Wikipedia-Artikel veränderte, um dabei den Reiter Kritik zu löschen.
Im Rahmen einer ZDF-Dokumentation zum Thema Lobbyismus, die im Juli 2024 ausgestrahlt wurde, ließ sich Gutting von vermeintlichen Lobbyisten für E-Zigaretten zum Essen einladen und leitete ihnen einen unveröffentlichten Antragsentwurf der CDU/CSU-Fraktion weiter. Zudem sprach er offen über die Haltung einiger Fraktionskollegen zum Thema Jugendschutz und bot an, für die Lobbyisten eine schriftliche Anfrage an die Bundesregierung zu stellen.